# Aux marches du palais
Pour les articles homonymes, voir Aux marches du palais (homonymie).
Aux marches du palais est une chanson française traditionnelle.

## Présentation
C'est une ballade dont les auteurs sont anonymes.
Elle provient de relevés du XVIIIe siècle, mais il existe une chanson au thème similaire, « La Flamande », publiée par Chardavoine dès 1615.
Dès le XVIIIe siècle, sa diffusion est très large, des Îles Anglo-Normandes à la Champagne et de l'Artois au Languedoc. De 1732 à 1790, plus de 40 versions différentes sont attestées dans les différentes provinces françaises.
Des couplets de cette chanson sont cités par Gabriel Yacoub dans sa chanson Rêves à-demi présente dans l'album Babel ainsi que dans l'album enregistré en public Je vois venir....

## Paroles (une version)
| Aux marches du palais. Aux marches du palais. Y a une tant belle fille, lon la, Y a une tant belle fille. Elle a tant d'amoureux. Qu'elle ne sait lequel prendre, lon la. Qu'elle ne sait lequel prendre. C'est un p'tit cordonnier. Qu'a z'eu la préférence, lon la. Qu'a z'eu la préférence. C'est en la l'y chaussant. Qu'il y fit sa demande, lon la. Qu'il y fit sa demande. La belle si tu voulais. Nous dormirions ensemble, lon la. Nous dormirions ensemble. |  |  | Dans un grand lit carré. Dans un grand lit carré. Couvert de teille blanche, lon la. Couvert de teille blanche. Aux quatre coins du lit. Un bouquet de pervenches, lon la. Un bouquet de pervenches. Dans le mitan du lit. La rivière est profonde, lon la. La rivière est profonde. Tous les chevaux du Roi. Pourraient y boire ensemble, lon la. Pourraient y boire ensemble. Et nous y dormirions. Jusqu'à la fin du monde, lon la. Jusqu'à la fin du monde. |

## Interprètes
- RoBERT, Aux marches du palais, 2012
- Marc Robine, Le temps des cerises, 2007
- Innocent X, Fugues, 2005
- Le poème harmonique dirigé par Vincent Dumestre, Aux marches du palais, 2001
- Sylvie Vartan, Aux marches du palais, 1997.
- Tri Yann, Lundi mardi danse, 1974
- Dorothée, Le jardin des chansons, 1981
- Claude Gauthier, 1975
- Nana Mouskouri, 1972
- Guy Béart, Chansons éternelles de France, 1966
- Marie Laforêt, The fruits of love, 1966
- Jacques Douai, 1959
- Cora Vaucaire, 1955
- Yves Montand, Chansons populaires de France, 1955
- Les compagnons de la chanson, 1950